# Quartier Saint-Pierre (Saintes)
Pour les articles homonymes, voir Quartier Saint-Pierre.
Le quartier Saint-Pierre est l'un des principaux quartiers de la ville de Saintes, un chef-lieu d'arrondissement du département de la Charente-Maritime, dans le sud-ouest de la France. 
Il est aujourd'hui intégré à un secteur sauvegardé et regroupe quelques-uns des principaux monuments historiques de la ville.

## Histoire

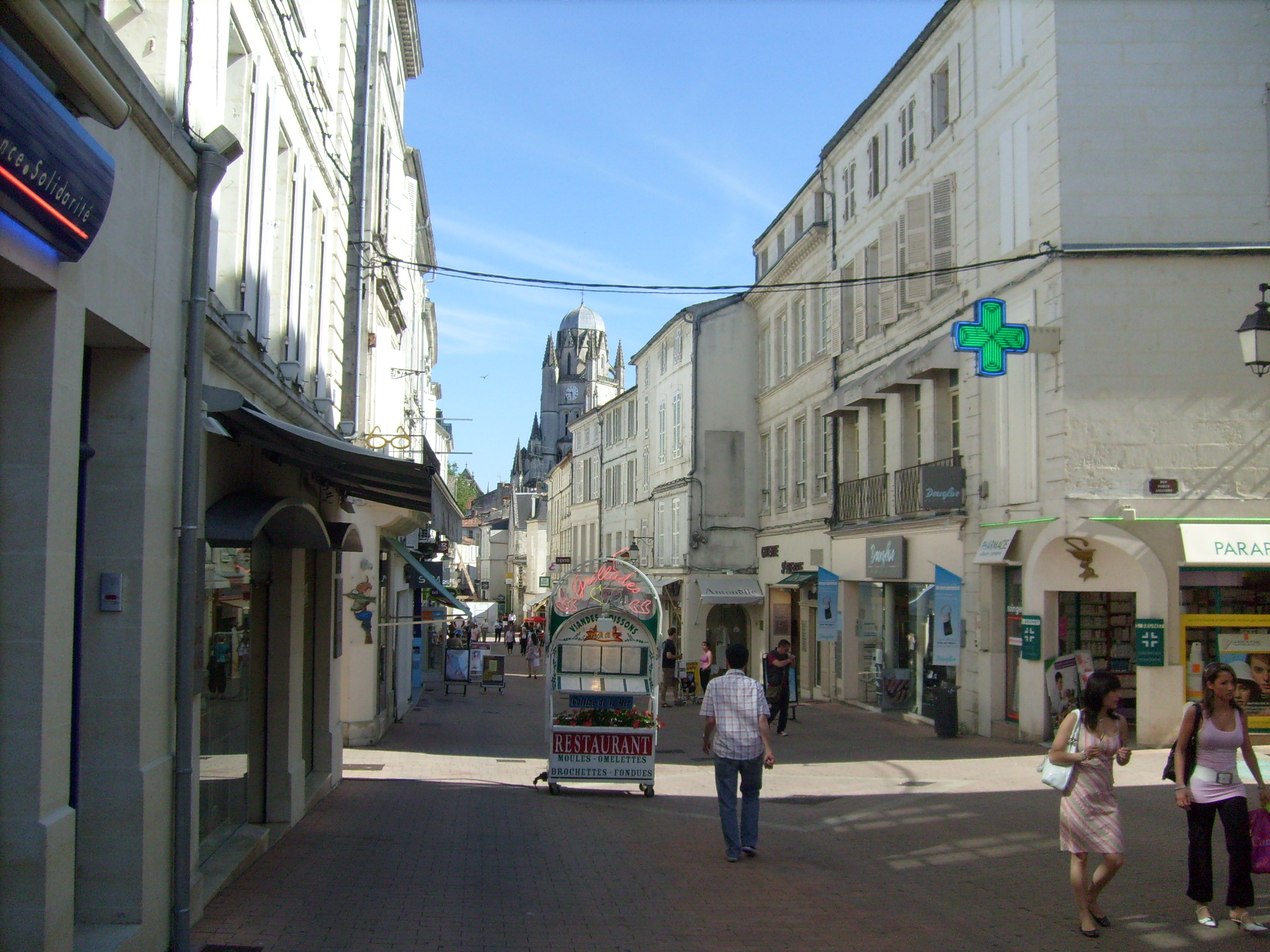
La rue Alsace-Lorraine

Le quartier Saint-Pierre est urbanisé dès le Ier siècle av. J.-C. et correspond au cœur de la ville romaine : inscrit dans une boucle de la Charente, il s'articule autour du cardo et de la principale voie décumane (actuelle rue Victor Hugo), et est dominé par le forum romain, probablement situé sur ce qui est l'actuelle colline du Capitole. Au IIIe siècle, tandis que s'ouvre une période de troubles, la ville antique se contracte en un castrum ceint de puissants remparts. Basiliques et temples sont démontés pour servir à l'édification de l'enceinte, qui demeure en place jusqu'au XVIIIe siècle. 
Le quartier accueille au Moyen Âge une cathédrale et une cité épiscopale comprenant, outre le palais épiscopal, un hôtel-Dieu, une manécanterie et un cloître canonial. Seul ce dernier a survécu aux déprédations dont a souffert la cité durant la période révolutionnaire, tandis que le palais épiscopal était démoli en 1846 et que le doyenné du chapitre épiscopal se consumait dans un incendie en 1871. 
Bien que plusieurs églises médiévales aient également été détruites (église Saint-Maur, église Saint-Michel, au XIXe siècle ), de même que le couvent des jésuites (1965), des témoignages de l'architecture religieuse ont été préservés, tels l'église Sainte-Colombe et le couvent des jacobins. Symbole du pouvoir civil, l'hôtel de l'échevinage est également conservé. 

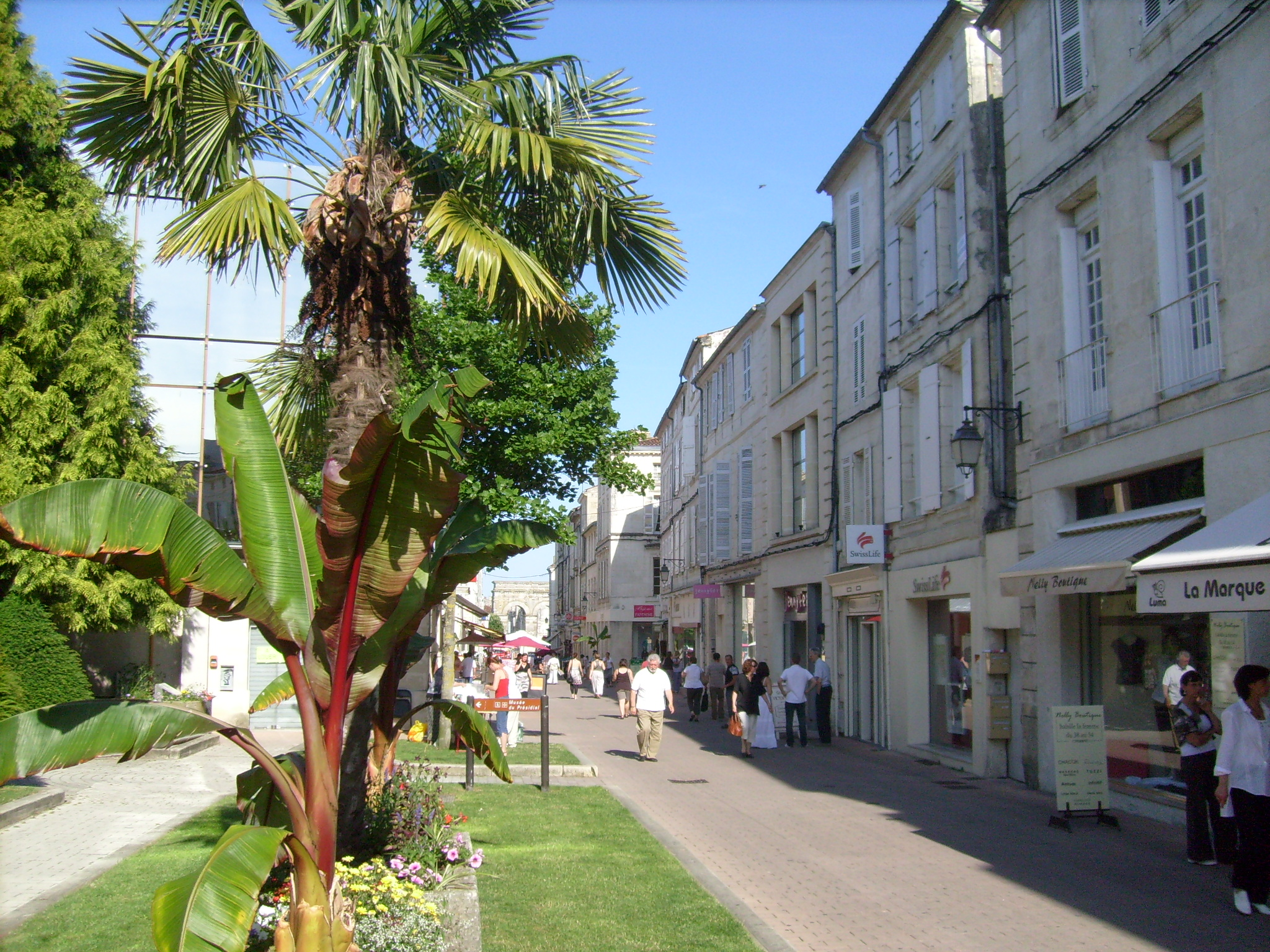
La rue Victor Hugo

L'enceinte urbaine est démantelée au XVIIIe siècle sur l'ordre de l'intendant Guéau de Reverseaux, soucieux d'aérer la ville. Ainsi sont également démolies les deux portes médiévales qui seules permettaient l'accès au quartier : la porte Evesque et la porte Aiguière.
Au XIXe siècle, la place du marché (anciennement connue sous le nom de « marché aux herbes ») est agrémentée d'une halle, aujourd'hui détruite et remplacée par un marché couvert plus discret.
Le couvent des jacobins est transformé en bibliothèque municipale en 1938, puis en médiathèque en 2001. Le bâtiment mitoyen, dit « de l'hostellerie », a été converti en un espace consacré aux activités patrimoniales et culturelles en 2007.
De nos jours, le quartier conserve sa topographie médiévale, faite de ruelles, venelles et placettes, lesquelles convergent souvent vers la cathédrale Saint-Pierre. Si la place du Synode et la rue des Jacobins abritent plusieurs maisons du XVe siècle, dont l'une conserve des traces de colombages, la majorité des maisons ont été remplacées par des hôtels-particuliers et des maisons bourgeoises au XVIIe siècle et XVIIIe siècle.